# Xã Free Soil, Michigan
Xã Free Soil (tiếng Anh: Free Soil Township) là một xã thuộc quận Mason, tiểu bang Michigan, Hoa Kỳ. Năm 2010, dân số của xã này là 822 người.